# 蜀科
《蜀科》是三国时期蜀汉的法律。
蜀汉在刘备定都成都以后，就着手制定典律。根据《三國志·蜀書·伊籍传》记载，诸葛亮、法正、伊籍、刘巴和李严等人“共造蜀科”以推行诸葛亮“以法治蜀”的主张，有兩卷，但其内容已不可考。《三国志·蜀书·诸葛亮传》记载，蜀国用刑严峻。
亂世重寬容，弛世用重典。《三國志》中批評劉焉、劉璋父子治蜀，「德政不舉，威刑不肅」，〈法正傳〉更清楚指出，劉璋治理蜀地，士大夫多挾其財勢，欺凌小民，使蜀中之民思為亂者，十戶而八。
為徹底扭轉此亂局，諸葛亮厲行「先理強，後理弱」的策略。「理強」為力行法治，限制和打擊「專權自恣」的官僚及豪強，「理弱」則是努力扶植農民，發展生產。
諸葛亮的法治哲學主要來自於先秦的法家商鞅和韓非，以及前漢的新儒家董仲舒。諸葛亮主張治國應法、禮並用，威、德並行，強調訓章明法、勸善黜惡，亦即以法為體，著重公平客觀原則；以德為用，著重教化為本。以商鞅之法，卻不迷信其權威主義，取其理法，結合儒家教化，將行法與教化合而為一。
為勸戒及訓勵蜀國官員將士，制定了八務、七戒、六恐、五懼等執行條章，以明令能知能行的行為準則。經過這樣的「法治革新」運動，蜀漢政權的工作效率明顯提高，吏治也逐漸清明。
1. ↑  1992年《三國志辭典》第539頁